# John Arden
John Arden (ur. 26 października 1930 w Barnsley, zm. 28 marca 2012 w Galway) – angielski pisarz, dramaturg, członek brytyjskiego Royal Society of Literature.

## Życiorys
Wykształcenie odebrał w Sedbergh School oraz w King's College na Uniwersytecie Cambridge (1950-1953), i w Edinburgh College of Art (1953-1955). Był kapralem w Armii Brytyjskiej (1949-1950) Wykładał jako profesor wizytujący w New York University (1967), w University of California (1963), i w University of New England (1975)

## Nagrody
- BBC Northern Region Prize 1959
- Encyclopaedia Britannica Prize 1959
- Evening Standard Award 1960
- Trieste Festival Prize 1961
- Vernon Rice Award 1966
- John Whiting Award 1973
- Nagroda Bookera (finalista) 1982
- Giles Cooper Award 1982
- PEN Macmillan Silver Pen Award 1992
- V. S. Pritchett Award 1999

## Twórczość
- All Fall Down 1955
- The Waters of Babylon, Royal Court Theatre 1957
- When Is a Door Not a Door? 1958
- Live Like Pigs, Royal Court Theatre 1958
- Serjeant Musgrave's Dance: An Unhistorical Parable, Royal Court Theatre 1959; Taniec czarnego sierżanta wystawienie polskie 1963)
- The Workhouse Donkey: A Vulgar Melodrama 1963
- Ironhand, Bristol Old Vic Theatre 1963
- Armstrong's Last Goodnight: An Exercise in Diplomacy, Glasgow Citizens' Theatre 1964; Ostatnie dobranoc Armstronga (wystawienie polskie 1969)
- Fidelio 1965
- Left-Handed Liberty: A Play about Magna Carta, Mermaid Theatre 1965
- The Soldier's Tale 1968
- The True History of Squire Jonathan and His Unfortunate Treasure, Ambiance Lunch Hour Theatre, 1968
- The Hero Rises Up: A Romantic Melodrama, Methuen 1969
- Two Autobiographical Plays, Methuen 1971